# Arena (sello discográfico)
Arena fue una compañía discográfica chilena, fundada por el productor musical Camilo Fernández inicialmente bajo el nombre de Demon en 1962. Sus discos se encuentran actualmente descatalogados en su mayoría, siendo buscados por coleccionistas.
Su primer álbum fue el LP The Ramblers (1962) del grupo Los Ramblers, que incluye el famoso tema El rock del Mundial, inspirado en el Mundial de fútbol de 1962 celebrado en Chile. Además es el sello que acogió los álbumes debut como solistas de los cantautores de la Nueva Canción Chilena Ángel Parra y Víctor Jara, titulados, respectivamente,  Ángel Parra y su guitarra (1965) y Víctor Jara (1966).
Su nombre cambió por el de Arena entre 1966 y 1967.